# Hebe albicans
- Commons

Hebe albicans é uma espécie de planta do gênero Hebe.